# Udenheim
Udenheim es un municipio situado en el distrito de Alzey-Worms, en el estado federado de Renania-Palatinado (Alemania). Tiene una población estimada, a mediados de 2023, de 1285 habitantes.